# Coppa Italia 2019-2020 (rugby a 15)
La Coppa Italia 2019-20 fu la 32ª edizione della Coppa Italia di rugby a 15.
Si tenne dal 28 settembre 2019 al 18 gennaio 2020 tra le undici squadre del campionato TOP12 2019-20 (di fatto tutte eccetto il Calvisano) che non prendevano parte alle competizioni europee per club.
Le undici squadre partecipanti furono divise in quattro gironi, tre da tre e uno con solo due squadre, le romane Fiamme Oro e S.S. Lazio.
Per ogni girone la classifica fu stilata con il punteggio dell'emisfero sud, ovvero quattro punti per ogni vittoria, due per ogni pareggio, nulla per la sconfitta più eventuale punto di bonus alla perdente con sette o meno punti di scarto e alla squadra che realizzi quattro mete a prescindere dal risultato finale.
La finale, in gara unica allo stadio Battaglini, vide la squadra di casa del Rovigo battere 10-3 i padovani del Petrarca.
Per la formazione rossoblu si trattò della prima vittoria in tale manifestazione.

## Squadre partecipanti
| Girone A                  | Girone B            | Girone C          | Girone D          |
| ------------------------- | ------------------- | ----------------- | ----------------- |
| Lyons (Piacenza)          | Colorno             | Mogliano          | Fiamme Oro (Roma) |
| Valorugby (Reggio Emilia) | I Medicei (Firenze) | Petrarca (Padova) | S.S. Lazio (Roma) |
| Viadana                   | Rovigo              | San Donà          |                   |

## Fase a gironi

### Girone A
| Data              | Incontro            | Risultato |
| ----------------- | ------------------- | --------- |
| 28 settembre 2019 | Viadana — Valorugby | 34-23     |
| 5 ottobre 2019    | Valorugby — Lyons   | 47-12     |
| 16 novembre 2019  | Lyons — Viadana     | 3-38      |

#### Classifica
|  |    | Squadra   | G | V | N | P | PF | PS | P±  | B | Pt |
|  | -- | --------- | - | - | - | - | -- | -- | --- | - | -- |
|  | 1. | Viadana   | 2 | 2 | 0 | 0 | 72 | 26 | 46  | 2 | 10 |
|  | 2. | Valorugby | 2 | 1 | 0 | 1 | 70 | 46 | 24  | 1 | 5  |
|  | 3. | Lyons     | 2 | 0 | 0 | 2 | 18 | 85 | −67 | 0 | 0  |

### Girone B
| Data              | Incontro            | Risultato |
| ----------------- | ------------------- | --------- |
| 28 settembre 2019 | I Medicei — Rovigo  | 23-31     |
| 5 ottobre 2019    | Rovigo — Colorno    | 44-17     |
| 16 novembre 2019  | Colorno — I Medicei | 17-16     |

#### Classifica
|  |    | Squadra   | G | V | N | P | PF | PS | P±  | B | Pt |
|  | -- | --------- | - | - | - | - | -- | -- | --- | - | -- |
|  | 1. | Rovigo    | 2 | 2 | 0 | 0 | 75 | 40 | 35  | 1 | 9  |
|  | 2. | Colorno   | 2 | 1 | 0 | 1 | 36 | 60 | −24 | 0 | 4  |
|  | 3. | I Medicei | 2 | 0 | 0 | 2 | 39 | 48 | −9  | 1 | 1  |

### Girone C
| Data              | Incontro            | Risultato |
| ----------------- | ------------------- | --------- |
| 28 settembre 2019 | San Donà — Petrarca | 6-41      |
| 5 ottobre 2019    | Petrarca — Mogliano | 50-10     |
| 16 novembre 2019  | Mogliano — San Donà | 7-26      |

#### Classifica
|  |    | Squadra  | G | V | N | P | PF | PS | P±  | B | Pt |
|  | -- | -------- | - | - | - | - | -- | -- | --- | - | -- |
|  | 1. | Petrarca | 2 | 2 | 0 | 0 | 91 | 16 | 75  | 2 | 10 |
|  | 2. | San Donà | 2 | 1 | 0 | 1 | 32 | 48 | −16 | 1 | 5  |
|  | 3. | Mogliano | 2 | 0 | 0 | 2 | 17 | 76 | −59 | 0 | 0  |

### Girone D
| Data              | Incontro           | Risultato |
| ----------------- | ------------------ | --------- |
| 28 settembre 2019 | Lazio — Fiamme Oro | 21-27     |
| 5 ottobre 2019    | Fiamme Oro — Lazio | 28-15     |

#### Classifica
|  |    | Squadra    | G | V | N | P | PF | PS | P±  | B | Pt |
|  | -- | ---------- | - | - | - | - | -- | -- | --- | - | -- |
|  | 1. | Fiamme Oro | 2 | 2 | 0 | 0 | 55 | 36 | 19  | 2 | 10 |
|  | 2. | S.S. Lazio | 2 | 0 | 0 | 2 | 36 | 55 | −19 | 1 | 1  |

## Play-off
|  | Semifinali | Semifinali | Semifinali | Semifinali | Semifinali |  |  | Finale   | Finale   | Finale |  |
|  |            |            |            |            |            |  |  |          |          |        |  |
|  | 1A         | Viadana    | 10         | 17         | 27         |  |  |          |          |        |  |
|  | 1B         | Rovigo     | 41         | 5          | 46         |  |  | Rovigo   | Rovigo   | 10     |  |
|  | 1C         | Petrarca   | 34         | 18         | 52         |  |  | Petrarca | Petrarca | 3      |  |
|  | 1D         | Fiamme Oro | 20         | 12         | 32         |  |  |          |          |        |  |

### Semifinali
| Arbitro: | Riccardo Angelucci (Livorno) |

|                                                                     |      |              |
| Mastandrea 25’ Cioffi 40’, 56’ Mtyanda 43’ Piva 47’ Odiete 61’, 80’ | mt   | 66’ Denti    |
| Menniti-Ippolito 40’, 56’, 61’                                      | tr   | 10’ Apperley |
|                                                                     | c.p. | 66’ Apperley |

| Arbitro: | Federico Boraso (Rovigo) |

|                                           |      |                           |
| Leaupepe 19’, 52’ Faiva 37’ tecnica 80+8’ | mt   | 40’ Malo 59’ G. D’Onofrio |
| P. Garbisi 19’, 37’, 52’                  | tr   | 40’, 59’ Azzolini         |
| P. Garbisi 6’, 46’                        | c.p. | 6’, 80’ Azzolini          |

| Arbitro: | Gabriel Chirnoaga (Roma) |

|                           |      |            |
| Spinelli 3’ Ferrarini 42’ | mt   | 46’ Cioffi |
| Ceballos 3’               | tr   |            |
| Ceballos 64’              | c.p. |            |

| Arbitro: | Riccardo Angelucci (Livorno) |

|                           |      |                          |
| Fusco 46’ Gabbianelli 78’ | mt   | 33’ Leaupepe 50’ Fadalti |
| Azzolini 78’              | tr   | 33’ Fadalti              |
|                           | c.p. | 27’, 39’ Fadalti         |

### Finale
| Arbitro: | Manuel Bottino (Roma) |

| |              | |
| Ferro 53’ | mt           | |
| Menniti-Ippolito 53’ | tr           | |
| Menniti-Ippolito 70’ | c.p.         | 3’ P. Garbisi |
| · Odiete · 47’ Barion · 63’ Modena · Angelini · Cioffi · Menniti-Ippolito · Piva · Ferro (c) · 58’ Lubian · Ruggeri · Canali · 58’ Mtyanda · 41’ 80’ Pavesi · 41’ Momberg · 41’ Rossi | Formazioni   | · Riera · Leaupepe · De Masi 62’ · Faiva · Coppo · P. Garbisi · Chillon 68’ · Cannone · Nostran 54’ · Trotta (c) 68’ · Michieletto 41-51’ 54’ · Gerosa · Swanepoel 71’ · Cugini 54’ · Borean 54’ |
| · 41’ 78’ D’Amico · 41’ Nicotera · 41’ Pomaro · 47’ Bacchetti · 58’ Michelotto · 58’ Vian · 63’ 80’ Mastandrea                                                                        | Sostituzioni | · Carnio 54’ · Conforti 54’ · Saccardo 54’ · Scarsini 54’ · Fadalti 62’ · Manni 68’ · Navarra 68’ · Mancini Parri 71’                                                                            |
| Umberto Casellato | Allenatori   | Andrea Marcato |